# Місячна ніч на Дніпрі
«Місячна ніч на Дніпрі» — картина українського художника з Маріуполя Архипа Івановича Куїнджі, написана та вперше показана публіці в 1880 році.

## Опис
У 1880 році картина «Місячна ніч на Дніпрі» була виставлена в Санкт-Петербурзі, причому вона була єдиною картиною, що склала виставку.
Не будучи повністю упевненим в успіху, Куїнджі Архип Іванович запрошував у свою майстерню друзів та кореспондентів для того, щоб перевірити на них силу впливу полотна. Ще до закінчення роботи майстерню відвідували такі відомі люди як Тургенєв Іван Сергійович, Полонський Яків Петрович, Крамськой Іван Миколайович, Менделєєв Дмитро Іванович.
Щоб побачити полотно, люди шикувалися в чергу. Багато відвідувачів приходили декілька разів, їх приваблювала незвичайна реалістичність світла на картині, також висловлювалися припущення про незвичайні кольори, використані художником. Є свідчення, що окремі відвідувачі навіть заглядали за картину, намагаючись з'ясувати, чи немає там лампи.
На картині зображено берег Дніпра. Лінія горизонту сильно опущена вниз, за рахунок чого більшу площу картини займає небо. Світіння місяця відбивається в річці.
Ще до публічного показу картину було продано Великому князю Костянтину Костянтиновичу.